# René d'Anjou-Mézières
Pour les articles homonymes, voir René d'Anjou (homonymie).
Pour les autres membres de la famille, voir Famille d'Anjou-Mézières.
René d'Anjou-Mézières, né le 5 octobre 1483 à Mézières-en-Brenne et mort en Avignon en 1521, est un seigneur et militaire français, fils de Louis d'Anjou-Mézières.

## Biographie

### Seigneur et militaire
René d'Anjou-Mézières est né le 5 octobre 1483 à Mézières-en-Brenne. Il est le benjamin de Louis d'Anjou-Mézières et de son épouse Anne de La Trémoille,,. Son frère aîné étant mort jeune, il est le seul fils survivant, donc l'héritier.
Il est baron de Mézières-en-Brenne, seigneur de Saint-Fargeau et de la Puisaye, Tucé, Seneché et Saint-Civran,.

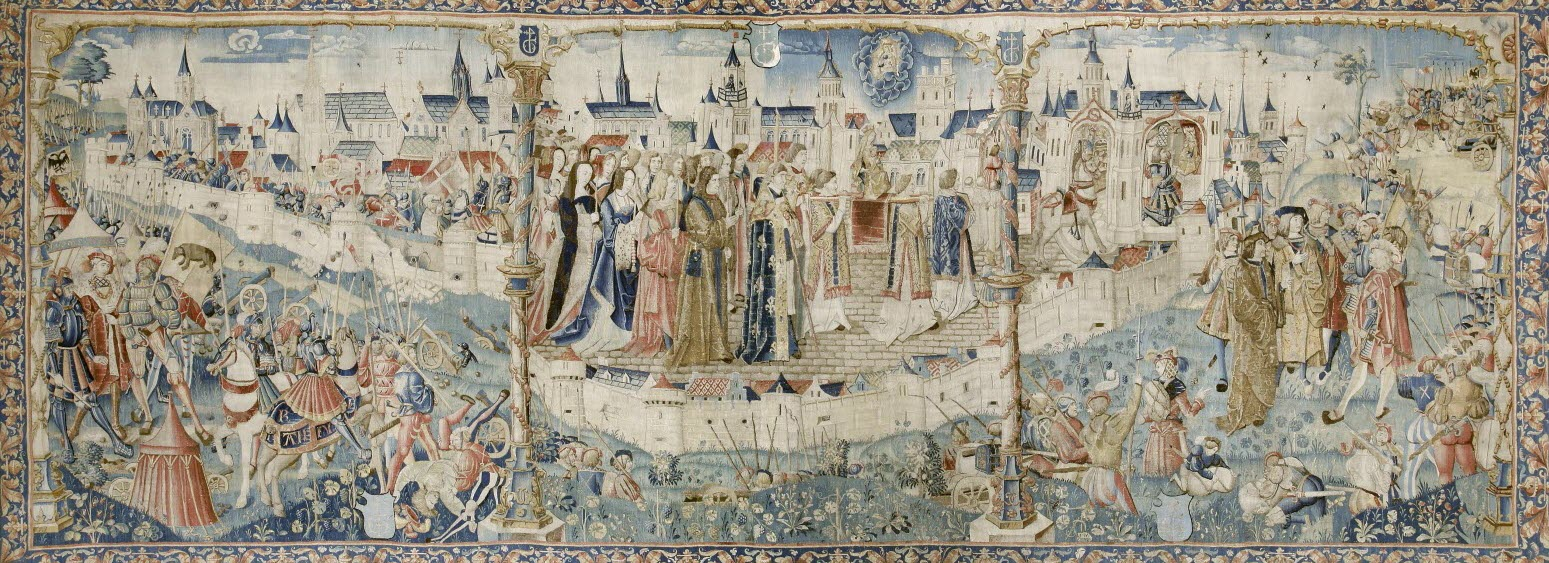
Le Siège de Dijon par les Suisses en 1513

Il est chambellan du roi et sénéchal du Maine à partir du 3 avril 1510.
Il sert dans l'armée royale, notamment sous les ordres de son oncle, Louis II de La Trémoille. Ce dernier favorise la carrière de René, qu'il aime beaucoup. René d'Anjou-Mézières est présent quand, en 1507, Gênes se soumet au roi Louis XII. En 1510, il est dans la marine française contre les Turcs, lors de l'attaque de la ville de Metelin,. En 1513, il fait partie des otages proposés par son oncle Louis II de La Trémoille pour obtenir des Suisses qu'ils lèvent le siège de Dijon, avec Jean de Rochefort et les Dijonnais Philibert Godran, Bénigne Serre et Jean Noël. 
En 1521, il accompagne le roi François Ier en Provence pour faire lever le siège de Marseille, mais il tombe malade en Avignon et y meurt,.

### Mariage et descendance
Il épouse Antoinette de Chabannes, morte le 30 juin 1519, dame de Saint-Fargeau  et de la Puisaye, fille aînée et héritière de Jean de Chabannes, comte de Dammartin et seigneur de Saint-Fargeau et de Suzanne de Bourbon-Roussillon,,,.
Ils ont six enfants :

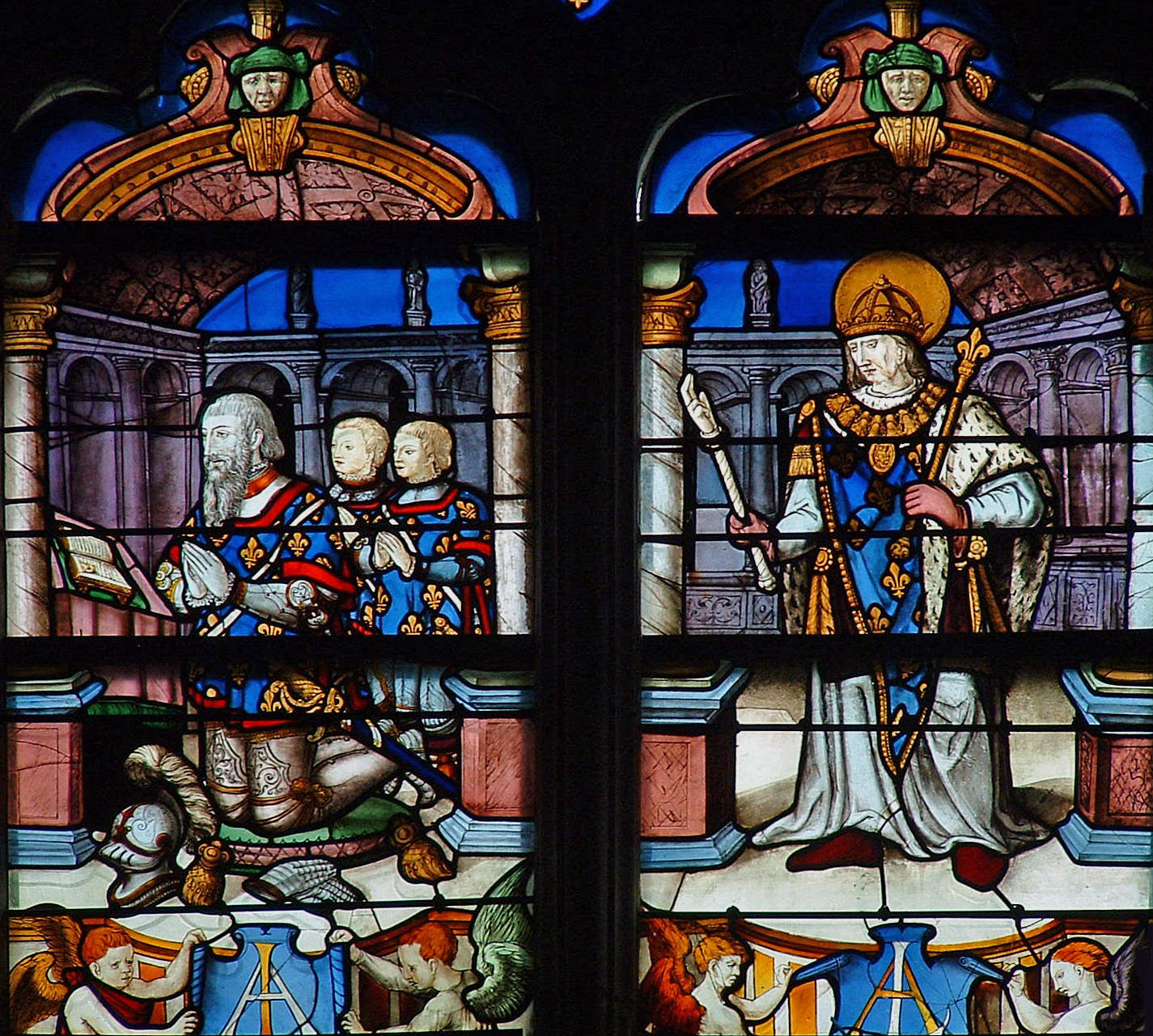
Chapelle d'Anjou (XVIe siècle) de l'église Sainte-Marie-Madeleine de Mézières-en-Brenne. Détail du vitrail de la fenêtre Est figurant à gauche Louis d'Anjou-Mézières et ses deux fils, dont René d'Anjou-Mézières, et à droite Saint Louis,.

- Louis, abbé de Pontlevoy jusqu'en 1540, puis abbé de Nesle-la-Reposte[7],[2],[8] ;
- Nicolas, né le 29 septembre 1518, comte de Saint-Fargeau et marquis de Mézières, qui continue la famille[7],[2],[8] ;
- Françoise, mort sans alliance[7],[2],[8] ;
- Françoise, comtesse de Dammartin et dame de Courtenay, épouse de :
  - le 6 novembre 1516, Philippe de Boulainvilliers, mort en 1537,
  - le 9 octobre 1538 Jean III de Rambures[7],[12],[8] ;
- Renée, épouse de :
  - Hector de Bourbon vicomte de Lavedan, mort à la bataille de Pavie ;
  - Gabriel-Olivier Baraton, seigneur de La Roche[7],[12],[8] ;
- Antoinette, morte avant 1539, épouse de Jean de Bourbon vicomte de Lavedan, mort en 1549, frère d'Hector ci-dessus[7],[12],[8].

René d'Anjou-Mézières est représenté sur les vitraux de deux fenêtres de la chapelle d'Anjou de l'église Sainte-Marie-Madeleine de Mézières-en-Brenne, érigée au XVIe siècle par son fils Nicolas. Sur la fenêtre Est, il figure derrière son père, le bâtard du Maine,. Sur une des fenêtres Sud, il est représenté en prière avec ses deux fils derrière lui, présentés par saint René,.

## Armoiries
D’azur semé de fleur de lys d’or au lion d‘argent posé en chef et à dextre, à une barre d’argent brochant sur le tout, à la bordure de gueules.
Ou : D’azur à trois fleurs de lys d’or à la bordure de gueules, brisée au canton dextre d'un lion d‘argent à la barre d’argent.